# 2180 Marjaleena
2180 Marjaleena eller 1940 RJ är en asteroid i huvudbältet som upptäcktes 8 september 1940 av den finske astronomen Heikki A. Alikoski vid Storheikkilä observatorium. Den har fått sitt namn efter upptäckarens dotter, Marjaleena Johnsson.
Asteroiden har en diameter på ungefär 21 kilometer och den tillhör asteroidgruppen Eos.